# Hit Mania Champions 2005
Hit Mania Champions 2005 è una raccolta di artisti vari facente parte della serie Hit Mania.
Da questa edizione la compilation inizia a chiamarsi solamente HIT MANIA e per questo non sarà più strettamente dance come agli esordi, ma comincerà ad orientarsi su generi diversi.
La compilation è stata mixata da Mauro Miclini.

## Tracce
1. Daddy Yankee feat. Lil Jon, Pitbull & Noreaga – Gasolina (DJ Buddha RMX) – 4:40 (Daddy Yankee, Lil Jon, Pitbull, Raymond Ayala, Noreaga)
2. María Isabel – Antes muerta que sencilla – 2:24 (María Isabel)
3. Infernal – From Paris to Berlin – 3:35 (Adam Powers, Lina Rafn, Paw Lagermann)
4. Ethan – In My Heart – 3:11 (Danny Ippersiel, Lucio Battisti, Mogol[1])
5. Jennifer Lopez – Get Right (Louie Vega Remix) – 3:20 (James Brown, Rich Harrison, Usher)
6. Moustache – Everywhere – 2:56 (Christine McVie)
7. Axwell – (Can You) Feel the Vibe – 2:56 (Axwell, Errol Reid)
8. Each Others feat. Tameko'Star – Fast Car – 2:50 (Tracy Chapman)
9. Cabin Crew – Star to Fall – 3:00 (George Merrill, Shannon Rubicam)
10. Under 19 – Call Me in America – 2:31 (Alan Taylor, Celso Valli)
11. Eddy Wata – La bomba – 3:21 (Daniele Groff, Natalino Longoni)
12. Liquido – Ordinary Life – 2:59 (Wolfgang Schrödl)
13. David Morales & Tamra Keenan – Here I Am – 3:17 (Alec Shantzis, David Morales, Tamra Keenan)
14. P.B.A. vs. Capricorn – Capricorn – 3:14 (Claudio Simonetti, Giancarlo Meo)
15. Sonique on Tomcraft – Another World – 3:05 (Robert Garg, Sonique)
16. Narcotic Thrust – When the Dawn Breaks – 3:00 (Andy Morris, Gary Clark, Stuart Crichton)
17. Bon Garçon – Freek U – 4:10 (Kevin Mcpherson, Lipson Francis, Lonyo Engele, Nomvula Malinga)
18. Fish feat. Kelly Joyce & Esa – Cos'è che vuoi da me – 3:09 (Cellamaro, Fish, Giancarlo Bigazzi, Kelly Joyce, Pirras, Raf, Steve Piccolo)
19. Sugarfree – Cleptomania – 3:41 (Emiliano Davide Di Maggio)
20. Phantom Planet – California – 3:07 (Alex Greenwald, Jason Schwartzman)
21. J-five – Fine a Way – 3:54 (D. Godsend, J-five, Mel Richd, N. Godsend)

Tracce bonus
1. Franco Califano feat. Flaminio Maphia – Non escludo il ritorno RMX – 3:23 (Enrico Solazzo, Federico Zampaglione, Franco Califano, Massimo Rosa, Maurizio Ciferri)
2. Le Vibrazioni – Raggio di sole – 2:31 (Francesco Sarcina)